# Tanju Bilir
Tanju Bilir (* 1991 in Mönchengladbach) ist ein deutscher Schauspieler.

## Leben
Tanju Bilir absolvierte seine Schauspielausbildung von 2015 bis 2017 an der Film Acting School Cologne.
Sein TV-Debüt hatte er in dem Fernsehfilm Aufbruch (2016) unter der Regie von Hermine Huntgeburth. 2019 spielte er unter der Regie von Mehmet Akif Büyükatalay in dessen Kinofilm Oray. 2020 arbeitete er bei dem Spielfilm In Berlin wächst kein Orangenbaum erstmals mit dem Schauspieler und Regisseur Kida Khodr Ramadan zusammen. Später folgten Kino-Arbeiten u. a. mit Detlev Buck und Fabian Stumm. 
Regelmäßig ist Bilir seit 2021 neben seinen Filmprojekten auch in deutschen Fernsehserien zu sehen. In der 3. Staffel der ZDF-Serie SOKO Potsdam (2021) übernahm er eine Episodenrolle als tatverdächtiger Mitarbeiter eines „Heimweg-Telefons“ für Frauen. In der 4. Staffel der ZDF-Serie SOKO Hamburg (2022) spielte er den hochverschuldeten Sohn eines ermordeten Hamburger Teppichhändlers. In der 4. Staffel der ZDF-Serie Blutige Anfänger (2022) war er als Fitnesstrainer Faraz Shadi zu sehen. In der 17. Staffel der ZDF-Serie Notruf Hafenkante (2023) spielte er eine dramatische Episodenhauptrolle als aus Syrien stammender Kindesentführer, der sich gegen die Beschneidung und Genitalverstümmelung von Mädchen und jungen Frauen engagiert.
In der Rolle des Tommy gehörte Bilir zur durchgehenden Besetzung der von Kida Khodr Ramadan inszenierten ARD-Serie Asbest (2023), die 2024 mit dem JUPITER AWARD in der Kategorie „Beste Serie national“ nominiert wurde. In der Warner-TV-Comedy-Serie German Genius (2023) arbeitete er erneut mit Kida Khodr Ramadan und Detlev Buck zusammen. 
2024 war Bilir neben Kida Khodr Ramadan, Frederick Lau, Veysel Gelin, Stipe Erceg, Jeanette Hain, Ruby O. Fee, Uwe Preuss, Julius Feldmeier und Kathrin Angerer als Bankkunde, der aufgrund des Stockholm-Syndroms zu den Geiselnehmern überläuft, in der 7-teiligen Ensemble-Thriller-Serie Testo zu sehen.
Tanju Bilir lebt in Berlin.

## Filmografie (Auswahl)
- 2016: Aufbruch (Fernsehfilm)
- 2019: Oray (Kinofilm)
- 2019: Schmitz & Family (Fernsehserie, eine Folge)
- 2020: Tatort: Das perfekte Verbrechen (Fernsehreihe)
- 2020: In Berlin wächst kein Orangenbaum (Kinofilm)
- 2021: SOKO Potsdam: Hass ist mein Hobby (Fernsehserie, eine Folge)
- 2021: Égalité
- 2022: SOKO Hamburg: Tod eines Teppichhändlers (Fernsehserie, eine Folge)
- 2022: Mocro Maffia (Fernsehserie, 7 Folgen)
- 2022: Bibi & Tina – Einfach anders (Kinofilm)
- 2022: Großstadtrevier: Der tätowierte Priester (Fernsehserie, eine Folge)
- 2022: Blutige Anfänger: Atemlos (Fernsehserie, eine Folge)
- 2022: Love Addicts: Endlich abstinent (Fernsehserie, eine Folge)
- 2023: Notruf Hafenkante: Tiefe Wunden (Fernsehserie, eine Folge)
- 2023: WaPo Bodensee: Die Falle (Fernsehserie, eine Folge)
- 2023: Asbest (Fernsehserie)
- 2023: Knochen und Namen (Kinofilm)
- 2023: German Genius (Fernsehserie, 7 Folgen)
- 2024: SOKO Köln: Hände hoch! (Fernsehserie, eine Folge)
- 2024: Testo (Fernsehserie, 7 Folgen)